# Граф Секеев
Граф Секей, Граф Секеев, Грайф Секеев (венг. székelyispán, лат. comes Sicolorum) — лидер венгероязычных секеев Трансильвании в средневековом Венгерском королевстве. Впервые упомянутые в королевских грамотах XIII века, графы были высшими королевскими чиновниками в Секейском крае. Примерно с 1320 года до второй половины XV в. в юрисдикцию графов входили четыре округа трансильванских саксов, а также семь мест (или административных единиц) секеев.
Графы также владели важными замками за пределами территорий, находящихся под их управлением, в том числе резиденцией в Гаркани. Они были верховными главнокомандующими войсками секеев; их военные походы против Болгарии и Золотой Орды упоминались в королевских грамотах и средневековых хрониках. Графы председательствовали на общих собраниях как отдельных мест секеев, так и всей общины. Они также рассмотрели апелляции на решения Верховного суда Секейского края.
Начиная с конца XIV в., венгерские монархи назначали двух или трех дворян, которые совместно занимали эту должность. С 1440-х годов по крайней мере один из ни также регулярно становился воеводой Трансильвании, из-за необходимости централизации военного командования провинцией на фоне частых набегов турок. Должности графа и воеводы на практике были объединены после 1467 года. С конца XVI в. князья Трансильвании (как преемники воевод) также называли себя графами Секей. После объединения княжества с Габсбургской монархией в начале XVIII в. титул был приостановлен до тех пор, пока Мария Терезия не возродила его по просьбе секеев. Она и её преемники на венгерском престоле использовали этот титул до 1918 года.

## Происхождение
Происхождение должности неизвестно. Венгерскоязычные секеи были «хорошо организованным сообществом воинов» в средневековом Венгерском королевстве, первоначально живя разрозненными группами вдоль его границ. В Трансильвании они сначала поселились вдоль рек Кезд, Орбо и Себеше, но начали мигрировать на восток региона, когда около 1150 года в Трансильванию стали прибывать трансильванские саксы.
Епископ Оттон Фрейзингский упомянул, что «два графа» командовали лучниками в авангарде венгерской армии в битве на реке Фиша в 1146 году. В венгерских хрониках записано, что секеи и печенеги составляли авангард венгерской армии в этой битве, поэтому отчет епископа, по мнению Аттилы Жолдоша, Дьюлы Кристо и других историков, может содержать первое упоминание о графе Секеев. С другой стороны, как подчеркивает историк Золтан Корде, в королевских грамотах XIII в. упоминались и другие королевские чиновники, которые управляли группами секеев, что позволяет предположить, что эта должность не была создана в предыдущем столетии. Например, в королевской грамоте рассказывается об армии сражавшихся в начале 1210-х годов в Болгарии под командованием Иоахима Турье саксонских, валахских, секейских и печенежских солдат.
Самая ранняя королевская грамота, в которой упоминается «граф и командующий секеями», была издана в 1235 году. Речь идет о военной кампании, начатой против Болгарии в 1228 году. Таким образом, эта должность должна была существовать самое позднее в этом году но граф не был единоличным правителем всех секеев в течение десятилетий после этого. Например, в дипломе Белы IV упоминается граф Секеев из Надьвати в комитате Баранья. Лак Херман, занимавший этот пост с 1328 по 1343 год, был назван «графом трех кланов секеев»; но точное значение названия неизвестно.

## Полномочия
Секеи Трансильвании были организованы в специальные административные единицы (первоначально известные как «земли», «районы», «сообщества» или «университеты»). Начиная со второй половины XIV в. эти единицы были известны как места. Земля Секели была разделена на семь мест: Удваргелишек, Марошек, Чиксек, Кездишек, Орбайшек и Сепсишек (образовали прилегающую территорию на юго-востоке Трансильвании); отдельно от них в центральном регионе располагался Араньосшек.

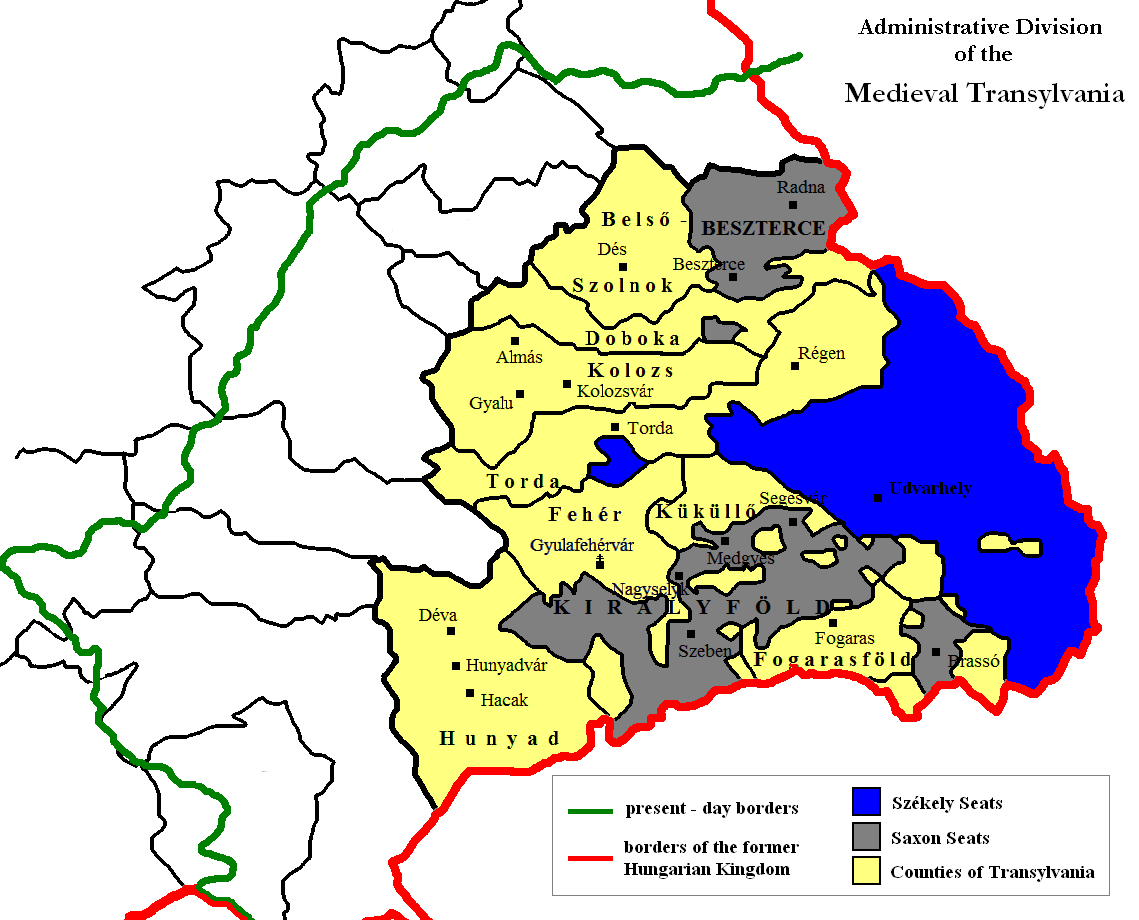
Секейский край (голубой) в составе Трансильвании.

Юрисдикция графов не ограничивалась Секейским краем. Саксонский округ Медиаш находился под их контролем до решения Сигизмунда Люксембургского от 1402 года. С 1320 года графы почти постоянно были также правителями саксонцев Бистрицы. С 1344 года до середины XV в. под юрисдикцией графов также пребывали трансильванские саксонцы Кронштадта и Бурценланда (ныне Брашов и Сара-Бырсей в Румынии).
Графы удостоились одной из самых важных наград в Венгерском королевстве. Система почестей позволяла высокому чиновнику пользоваться всеми королевскими доходами, связанными с его должностью. Штрафы, наложенные на места в Секейском крае, должны были быть выплачены по пунктам обвинения.[. Каждое место также должно было отдать лошадь новому графу при его назначении. Графы также получали королевские доходы от пребывающих под их юрисдикцией территорий трансильванских саксонцев, но большая часть их доходов поступала от прикрепленных к королевским замкам поместий, которые они владели за пределами Секейского края. Графы сохранили право владения этими королевскими замками после того, как около 1402 года большинство высших чиновников королевства потеряли такие права. Графы чаще всего собирали суд в замке Гёргени в комитате Торда, впервые замок как собственность графов упомянут в 1358 году. Он был дарован Хуньяди в 1453 году. Замок Хёльтовени в комитате Алсо-Фехер впервые упоминается как графское владение в 1335 году. Графы также захватили замки Торксвар и Киралико в комитате Фельсё-Фехер (ныне замок Бран и крепость Оратеа в Румынии), причем последний числился среди замков, принадлежавших сыновьям Хуньяди в 1457 году.
Графы были высшими главнокомандующими войсками секеев и отвечали за регулярный надзор над их военной экипировкой. Первый известный граф секеев Богомер был взят в плен во время военной кампании в Болгарии в 1228 году. Лак Херман, занимавший этот пост с 1328 по 1343 год, также был командующим дислоцированной между реками Раба и Рабца королевской армии во время кампании против Австрии в 1336 году. Андрей Лакфи нанёс сокрушительное поражение войску Золотой Орды в начале февраля 1345 года. Графы Михаэль Якч и Генри Тамаси помогали венгерским дворянам бороться с восстанием трансильванских крестьян в 1437 и 1438 годах. Они командовали армией секеев в первой битве против крестьян при Бабольне летом 1437 года. 16 сентября они подписали соглашение между лидерами дворян, трансильванскими саксонцами и секеями, провозгласившим «Союз трёх наций» против своих врагов.
Графы выполняли важные судебные функции в Секейском крае и подчиненных им саксонских округах. Они возглавляли общие собрания каждого округа и всей секейской общины. Впервые такое собрание было зафиксировано в 1344 году, после этого они превратились в важные формы отправления правосудия. В первой половине XIV в. Лак Херман упоминался как «судья секеев», что свидетельствует о том, что графы к тому времени приобрели значительный судебный авторитет. Средневековая судебная система Секейского края плохо документирована. Имеющиеся данные позволяют предположить, что суд Удваргелишека был апелляционным судом, рассматривавшим апелляции на решения судов других мест. Апелляции на решения суда Удваргелишека рассматривались графом. Суды на местах первоначально возглавлялись выборными должностными лицами, судьей и капитаном. Новые чиновники, известные как королевские судьи, появляются в источниках в 1420-х годах. Назначаемые графом королевские судьи контролировали деятельность выборных должностных лиц.

## Лиетратура
- C. Tóth, Norbert. Magyarország világi archontológiája, 1458–1526, I. Főpapok és bárók [Secular Archontology of Hungary, 1458–1526, Volume I: Prelates and Barons] :  [венг.] / Norbert C. Tóth, Richárd Horváth, Tibor Neumann … [et al.]. — MTA Bölcsészettudományi Kutatóközpont Történettudományi Intézete, 2016. — ISBN 978-963-416-035-9.
- Dörner, Anton E. Transylvania between stability and crisis (1457–1541) // The History of Transylvania, Vol. I. (until 1541). — Romanian Cultural Institute, 2005. — P. 299–348. — ISBN 973-7784-04-9.
- Engel, Pál. Magyarország világi archontológiája, 1301–1457, I. [Secular Archontology of Hungary, 1301–1457, Volume I] :  [венг.]. — História, MTA Történettudományi Intézete, 1996. — ISBN 963-8312-44-0.
- Engel, Pál. The Realm of St Stephen: A History of Medieval Hungary, 895–1526. — I.B. Tauris Publishers, 2001. — ISBN 1-86064-061-3.
- Kontler, László. Millennium in Central Europe: A History of Hungary. — Atlantisz Publishing House, 1999. — ISBN 963-9165-37-9.
- Kordé, Zoltán. A székely ispáni méltóság kezdeteiről [About the origin of the office of the count of the Székelys] // Kastélyok, udvarházak és lakóik a régi Székelyföldön :  [венг.]. — Székely Nemzeti Múzeum, 2013. — P. 64–72. — ISBN 978-973-0-15187-9.
- Kordé, Zoltán. Közigazgatás [Administration]; Katonáskodó székelyek az írott forrásokban [Székely soldiers in the written sources] // Székelyföld története, I. kötet: A kezdetektől 1562-ig :  [венг.]. — Magyar Tudományos Akadémia Bölcsészettudományi Kutatóközpont, Erdélyi Múzeum-Egyesület, Haáz Rezső Múzeum, 2016. — P. 168–180, 305–320. — ISBN 978-606-739-040-7.
- Kordé, Zoltán. A székely ispáni méltóság története a kezdetektől 1467-ig [The History of the Dignity of Count of the Székelys from the Beginning to 1467]. — Szeged : Szegedi Középkortörténeti Könyvtár, 2019. — ISBN 978-615-80398-7-1.
- Kristó, Gyula. Early Transylvania (895-1324). — Lucidus Kiadó, 2003. — ISBN 963-9465-12-7.
- Makkai, László. The Emergence of the Estates (1172–1526) // History of Transylvania. — Akadémiai Kiadó, 1994. — P. 178–243. — ISBN 963-05-6703-2.
- Pop, Ioan-Aurel. Transylvania in the 14th century and the first half of the 15th century (1300–1456) // The History of Transylvania, Vol. I. (until 1541). — Romanian Cultural Institute, 2005. — P. 246–298. — ISBN 973-7784-04-9.
- Stipta, István. A magyar bírósági rendszer története [History of the Judicial System in Hungary] :  [венг.]. — Multiplex Media - Debrecen University Press, 1997. — ISBN 963-04-9197-4.
- Zsoldos, Attila. Magyarország világi archontológiája, 1000–1301 [Secular Archontology of Hungary, 1000–1301] :  [венг.]. — História, MTA Történettudományi Intézete, 2011. — ISBN 978-963-9627-38-3.